# Grégory Christ

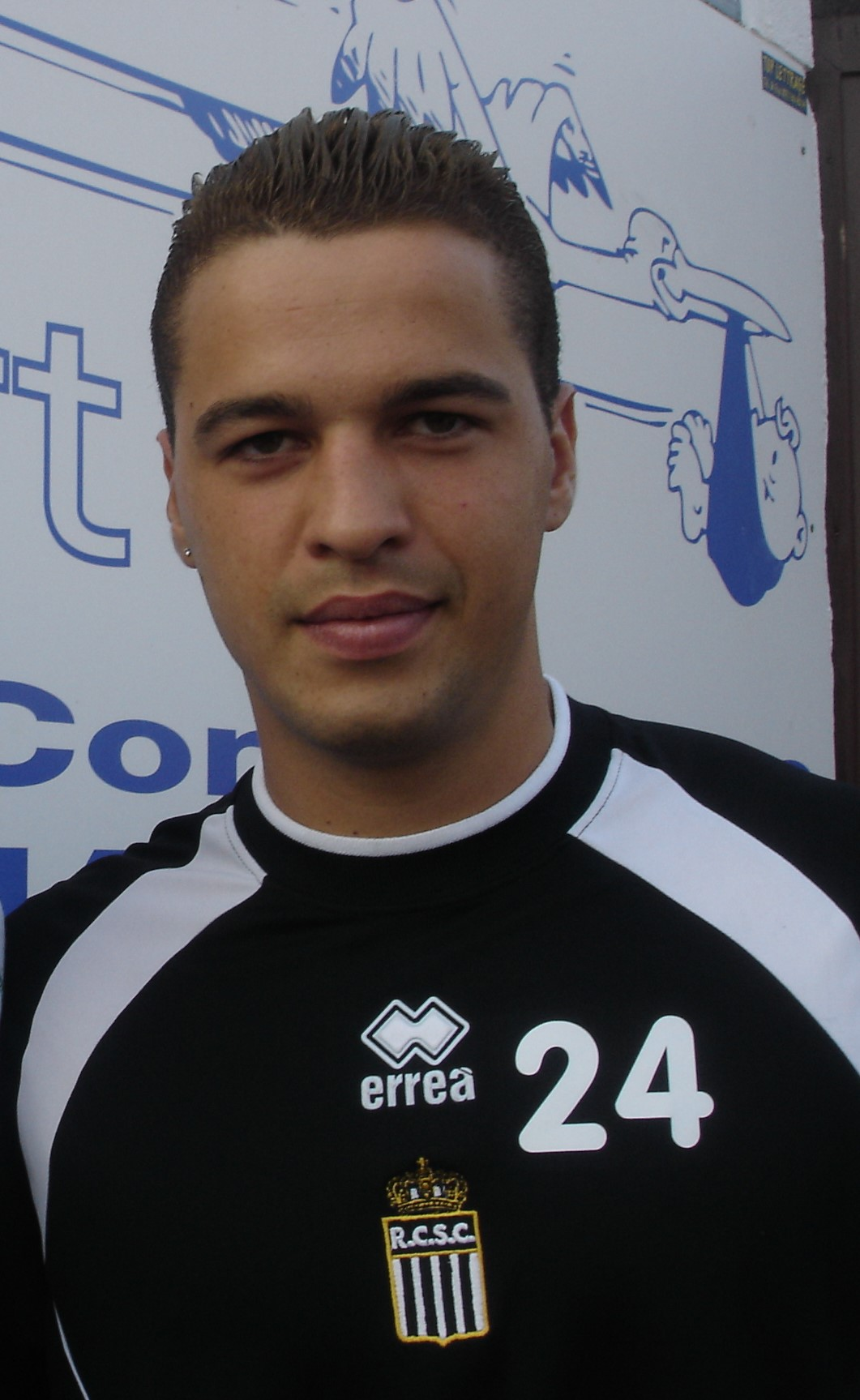

Grégory Christ (Beauvais, 4 oktober 1982) is een Franse voetballer die bij voorkeur als middenvelder speelt. Hij verruilde in 2014 White Star Bruxelles voor JS Taminoise. Voordien speelde hij voor AS Beauvais, Racing Club de Paris, Sporting Charleroi, Sint-Truidense VV en Újpest FC.

## Carrière
- 1992 - 2003: AS Beauvais
- 2003 - september 2004: Racing Club de Paris
- september 2004 - 2010 : Sporting Charleroi
- 2010 - 2012 : Sint-Truidense VV
- 2012 - januari 2014 : Újpest FC
- januari 2014 - 2014: White Star Bruxelles
- 2014 - heden: JS Taminoise

## Profcarrière
| seizoen | club                 | land        | competitie            | wed. | goals |
| ------- | -------------------- | ----------- | --------------------- | ---- | ----- |
| 2003/04 | Racing Club de Paris | Frankrijk   | Ligue 2               | 27   | 1     |
| 2004/05 | Sporting Charleroi   | België      | Jupiler Pro League    | 29   | 1     |
| 2005/06 | Sporting Charleroi   | België      | Jupiler Pro League    | 29   | 4     |
| 2006/07 | Sporting Charleroi   | België      | Jupiler Pro League    | 30   | 0     |
| 2007/08 | Sporting Charleroi   | België      | Jupiler Pro League    | 32   | 0     |
| 2008/09 | Sporting Charleroi   | België      | Jupiler Pro League    | 30   | 1     |
| 2009/10 | Sporting Charleroi   | België      | Jupiler League        | 26   | 2     |
| 2009/10 | Sporting Charleroi   | België      | Play-Off II B         | 6    | 1     |
| 2010/11 | Sint-Truidense VV    | België      | Jupiler Pro League    | 13   | 0     |
| 2010/11 | → Panthrakikos       | Griekenland | Beta Ethniki          | 0    | 0     |
| 2011/12 | Sint-Truidense VV    | België      | Jupiler League        | 19   | 2     |
| 2011/12 | Sint-Truidense VV    | België      | Play-Off III          | 2    | 1     |
| 2012/13 | Újpest FC            | Hongarije   | Magyar Labdarúgó Liga | 27   | 1     |
| 2013/14 | Újpest FC            | Hongarije   | Magyar Labdarúgó Liga | 0    | 0     |
| 2013/14 | White Star Bruxelles | België      | Belgacom League       | 5    | 1     |
| 2014/15 | JS Taminoise         | België      | Vierde klasse D       |      |       |
| 2015/16 | JS Taminoise         | België      | Vierde klasse D       |      |       |
|         |                      |             | Totaal                | 275  | 11    |